# Pike County, Arkansas
Pike County är ett administrativt område i delstaten Arkansas, USA. År 2010 hade countyt 11 291 invånare. Den administrativa huvudorten (county seat) är Murfreesboro. 

## Geografi
Enligt United States Census Bureau har countyt en total area på 1 590 km². 1 562 km² av den arean är land och 28 km² är vatten.

### Angränsande countyn
- Montgomery County - nord
- Clark County - öst
- Nevada County - sydöst
- Hempstead County - syd
- Howard County - väst